# Andreas Isaksson
Andreas Isaksson (født 3. oktober 1981 i Trelleborg), er en svensk fodboldmålmand. Han har siden 2016 spillet for den svenske klub Djurgårdens IF Fotboll.
Han har tidligere spillet for blandt andre PSV Eindhoven, Manchester City, Rennes og Djurgården.